# Kotovane, Drohobîci
Kotovane (în ucraineană Котоване) este un sat în comuna Stupnîțea din raionul Drohobîci, regiunea Liov, Ucraina.

## Demografie
Componența lingvistică a localității Kotovane
     Ucraineană (100%)
Conform recensământului din 2001, toată populația localității Kotovane era vorbitoare de ucraineană (100%).